# Chimaphila monticola
Chimaphila monticola là một loài thực vật có hoa trong họ Thạch nam. Loài này được Andres mô tả khoa học đầu tiên năm 1924.